# و
‎（阿拉伯语：‎）是阿拉伯字母中的第27個字母，屬於月亮字母。

## 概要

### 字源
源於腓尼基字母𐤅，與希伯來字母「ו」、希臘字母的「Ϝ」、「Υ」和拉丁字母的「F」、「V」、「U」、「W」、「Y」以及西里爾字母的「У」同源。

### 讀音
該字有多種讀音：
- 濁圓唇軟顎近音/w/。
- 閉後圓唇元音的長元音/uː/。
- 雙元音/aw/，但在一些方言中的發音為半閉後圓唇元音的長元音/oː/。

### 字體變化
依據字母在詞語位置的不同，其書寫形式也會有所變化：
| 在词语中的位置：        | 独立 | 尾部 | 中部 | 首部 |
| ----------------------- | ---- | ---- | ---- | ---- |
| 誊抄体： （显示异常？） | و‎    | ـو‎   | ـو‎   | و‎    |
| 波斯体： （显示异常？） | و‬    | ـو‬   | ـو‬   | و‬    |

## 變形
添加「ء」可變為「ؤ」。在詞中或詞尾時表示/uʔ/或/ʔu/。
| 在词语中的位置：        | 独立 | 尾部 | 中部 | 首部 |
| ----------------------- | ---- | ---- | ---- | ---- |
| 誊抄体： （显示异常？） | ؤ‎    | ـؤ‎   | ـؤ‎   | ؤ‎    |
| 波斯体： （显示异常？） | ؤ‬    | ـؤ‬   | ـؤ‬   | ؤ‬    |